# Onthophagus herus
Onthophagus herus là một loài bọ cánh cứng trong họ Bọ hung (Scarabaeidae).